# أليكس جيمس (مغني)
أليكس جيمس (بالإنجليزية: Alex James) هو عازف قيثارة وصحفي ومغني وكاتب أغاني وملحن بريطاني، ولد في 21 نوفمبر 1968 في بورنموث في المملكة المتحدة، وهو جزء من فرقة بلر.

## وصلات خارجية
- الموقع الرسمي
- أليكس جيمس على موقع IMDb (الإنجليزية)
- أليكس جيمس على موقع ميوزك برينز (الإنجليزية)
- أليكس جيمس على موقع إن إن دي بي (الإنجليزية)
- أليكس جيمس على موقع أول ميوزيك (الإنجليزية)
- أليكس جيمس على موقع ديسكوغز (الإنجليزية)
- أليكس جيمس على موقع قاعدة بيانات الفيلم (الإنجليزية)